# Wim Meutstege
Willem "Wim" Jan Meutstege (ur. 28 lipca 1952 w Deventer) – piłkarz holenderski grający na pozycji bocznego lub środkowego obrońcy.

## Kariera klubowa
Meutstege jest wychowankiem klubu Go Ahead Eagles, pochodzącego z miejscowości Deventer. W jego barwach zadebiutował w 1970 roku w Eredivisie. Po roku gry w obronie Go Ahead Eagles Meutstege przeszedł do średniaka ligowego, Excelsioru Rotterdam. Tam bez sukcesów, a ze spadkiem z ligi w 1973, spędził 2 sezony i następnie trafił do innego klubu z Rotterdamu, Sparty. W Sparcie także był podstawowym zawodnikiem swojego zespołu, jednak zespół ten nie potrafił nawiązać do swoich najlepszych lat z początku XX wieku oraz lat 60., gdy zdobywał swoje mistrzostwa kraju oraz puchary Holandii. W 1977 dobra postawa Wima została zauważona w Amsterdamie i wtedy zawodnik ten przeszedł do jednego z najbardziej utytułowanych klubów w kraju, Ajaksu Amsterdam. Tam spisywał się równie dobrze jak w Sparcie, a swój pierwszy tytuł mistrza kraju wywalczył w 1979 roku, a do tego dołożył także krajowy puchar. W 1980 Meutstege znów został mistrzem kraju, ale po sezonie niespodziewanie zakończył sportową karierę w wieku niespełna 28 lat.
| Sezon   | Klub             | Kraj     | Rozgrywki  | Mecze | Bramki |
| ------- | ---------------- | -------- | ---------- | ----- | ------ |
| 1970/71 | Go Ahead Eagles  | Holandia | Eredivisie | 22    | 0      |
| 1971/72 | SBV Excelsior    | Holandia | Eredivisie | 30    | 0      |
| 1972/73 | SBV Excelsior    | Holandia | Eredivisie | 34    | 3      |
| 1973/74 | Sparta Rotterdam | Holandia | Eredivisie | 34    | 2      |
| 1974/75 | Sparta Rotterdam | Holandia | Eredivisie | 25    | 2      |
| 1975/76 | Sparta Rotterdam | Holandia | Eredivisie | 34    | 2      |
| 1976/77 | Sparta Rotterdam | Holandia | Eredivisie | 26    | 1      |
| 1977/78 | AFC Ajax         | Holandia | Eredivisie | 32    | 0      |
| 1978/79 | AFC Ajax         | Holandia | Eredivisie | 33    | 1      |
| 1979/80 | AFC Ajax         | Holandia | Eredivisie | 29    | 0      |

## Kariera reprezentacyjna
W 1976 roku Meutstege został powołany do reprezentacji Holandii na mistrzostwa Europy w Jugosławii. Tam był rezerwowym i zagrał dopiero w wygranym 3:2 po dogrywce meczu o 3. miejsce z Jugosławią, gdy w 46. minucie zmienił Wima Jansena. Mecz odbył się 19 czerwca i był to zarazem jego jedyny mecz w reprezentacji "Oranje".